# Kloster Neubourg
Das Kloster Neubourg  (Neuburg, Novum Castrum) war eine Zisterzienserabtei im Elsass. 

## Geographische Lage
Das Kloster lag im Tal der Moder im Unterelsass (heutiges Département Bas-Rhin, Frankreich) zwischen Hagenau und Pfaffenhoffen auf der Gemarkung der Gemeinde Dauendorf, rund neun Kilometer westlich von Hagenau.

## Geschichte

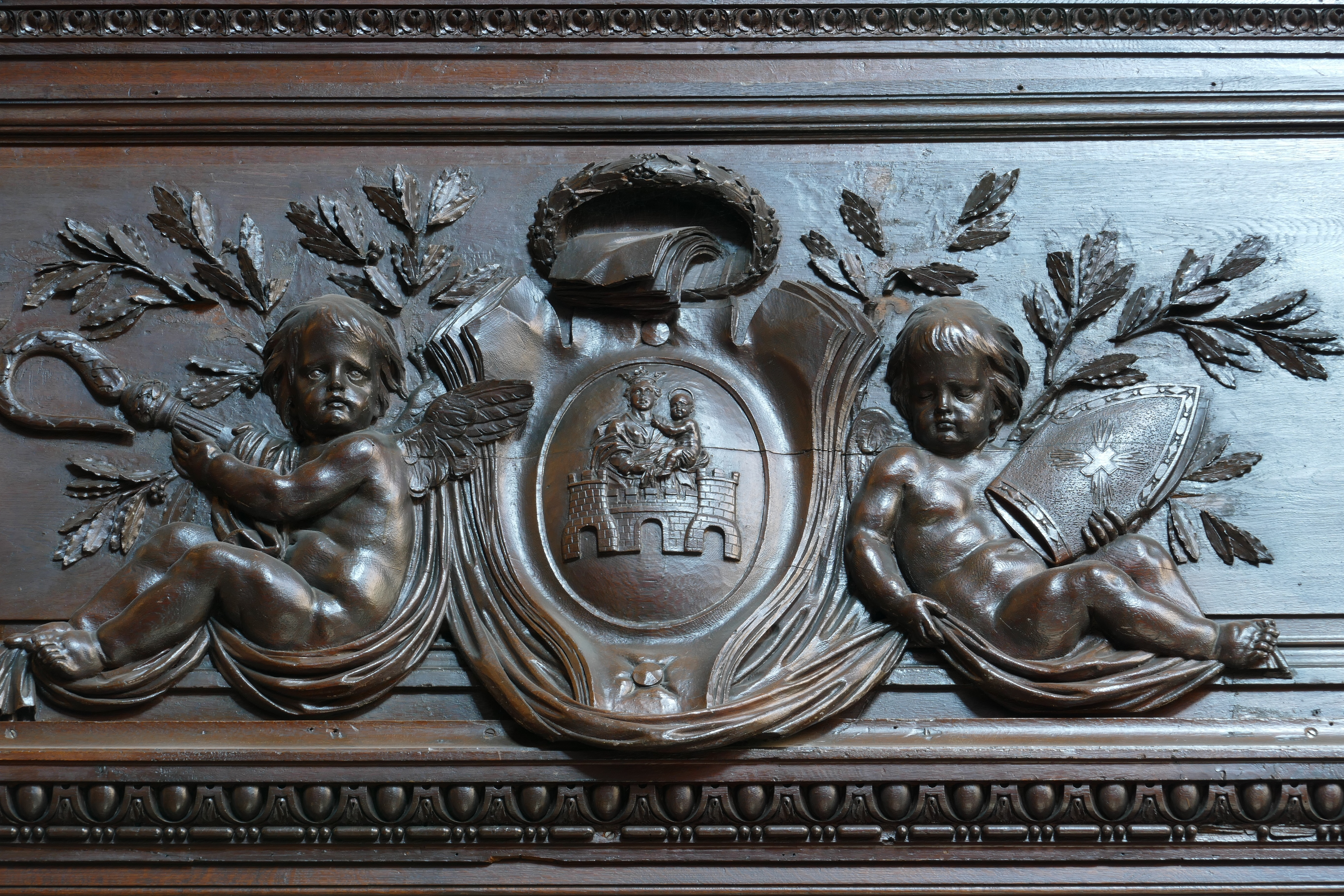
Darstellung des Wappens der Abtei auf einer barocken Holzvertäfelung, heute in Kirche St. Nikolaus in Haguenau.

Kloster Neuburg wurde 1128 von Graf Reinhold von Lützelburg mit Hilfe von Friedrich II., Herzog von Schwaben, gegründet. Um es zu bevölkern, wandte man sich an das Kloster Lützel (Lucelle), eine Filiale von Kloster Bellevaux aus der Filiation der Primarabtei Morimond. Dessen Abt, Stephan, sandte gemäß den Statuten zwölf Mönche, an deren Spitze er als ersten Abt den Ulrich, Graf von Neuburg und Burgund, stellte. Von diesem Ulrich, Vetter des hl. Bernardus, erhielt die Abtei den Namen Neuburg (Neo castrum). Papst Eugen III. bestätigte die Stiftung 1141.
Neuburg war Mutterkloster der württembergischen Klöster Herrenalb und Maulbronn, die schon zwanzig Jahre später mit hiesigen Mönchen bevölkert wurden, sowie von Kloster Baumgarten. 
Dem Beispiel seiner Amtsvorgänger folgend, nahm der römisch-deutsche Kaiser Karl IV.  durch eine Urkunde vom 8. Dezember 1356 das Kloster nebst dessen Besitz in seinen Schutz und verlieh ihm mehrere neue Rechte.
Das Vogteirecht des Klosters lag bei den Herren von Lichtenberg.
An der östlichen Seite des Liebfrauenbergs bei Görsdorf ließ Heinrich von Fleckenstein 1237 für Augustinerinnen das Nonnenkloster Marienbrunn erbauen. Nachdem die Nonnen 1575 das Kloster verlassen hatten, wurde es samt seiner Güter 1697 vom letzten Herrn von Fleckenstein der Abtei Neuburg übergeben, die es mit Zisterzienser-Mönchen besetzte.
Vom 14. bis zum 17. Jahrhundert wurde die Abtei Neuburg mehrfach zerstört, aber wiederaufgebaut. Die Abtei Neuburg besaß im 18. Jahrhundert die Dörfer Dauendorf, Dunnenheim, Uhlweiler und Nieder-Altdorf. In der französischen Revolution wurden die Kirche und das Kloster im Jahr 1790 nahezu vollständig zerstört. Nur eine kleine gotische 
Kapelle aus dem 14. oder 15. Jahrhundert blieb stehen, bis auch sie 1846 Opfer des Vandalismus wurde.

## Bauten, Anlage, Ausstattung
Die Abteikirche wurde im Jahr 1158 geweiht. Sie wurde 1758 erneuert, aber wie die gesamte Klosteranlage 1818 niedergelegt. Erhalten sind ein barockes Portal von 1744, eine Mühle und Teile der Klostermauer. Die Rokoko-Ausstattungsteile aus Holz befinden sich heute in der Kirche St. Nikolaus in Haguenau (Chorgestühl, Orgelgehäuse, Kanzel, Statuen, Skulpturen) sowie im Musée historique derselben Stadt (Türflügel). Der „Bienenbrunnen“ vor der Kirche St. Georg stammt ebenfalls aus der Klosteranlage Neuburg.